# 1812 (ouvertyr)

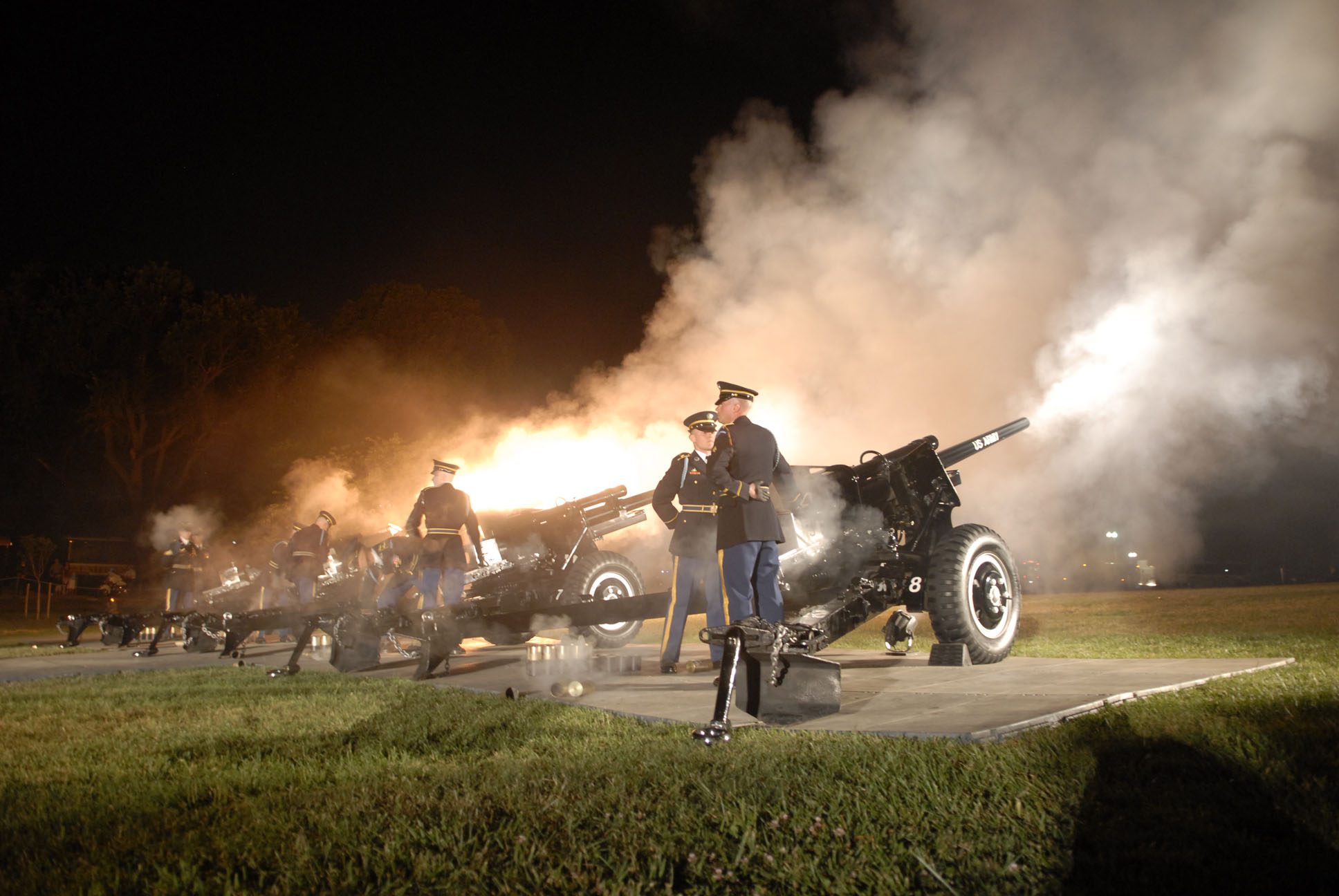
Fyra tretumskanoner avfyras vid ett framförande i Washington 2008.

1812 (eller Ouverture solennelle ”1812”) (franska för högtidlig ouvertyr ”1812”), opus 49, är ett orkesterstycke av Pjotr Tjajkovskij, till minne av den misslyckade franska invasionen av Ryssland och Napoleon I:s förödande reträtt. Detta markerade vändpunkten i Napoleonkrigen. Stycket är främst känt för sekvensen med kanoneld som vid utomhusframföranden ibland spelas med hjälp av riktiga kanoner. Även om stycket inte har någon koppling till 1812 års krig mellan Storbritannien och USA används det ibland av amerikanska patrioter.
Stycket uruppfördes i Kristus Frälsarens katedral i Moskva 20 augusti 1882, och var ett beställningsverk av Nikolaj Rubinstein för en konst- och handelsutställning samma år. Tjajkovskij kände sig inte speciellt inspirerad inför uppgiften och skrev bland annat ”Ouvertyren kommer att vara mycket hög och bullrig, men jag skrev den utan några varma kärlekskänslor och därför kommer den troligen inte ha några konstnärliga värden”. Att man valde Kristus Frälsarens katedral (Храм Христа Спасителя) som är den största ortodoxa kyrkan i Moskva beror på att kyrkan byggdes upp av tsaren Alexander I i tacksamhet till den gudomliga försynen som lät Ryssland gå segrande ur kriget.
I ouvertyren citeras bland annat Marseljäsen och den ryska tsarhymnen Gud bevare Tsaren, och verkets programform låter de franska truppernas inledande framgång, efter en bataljscen (vid Borodino) med kanonskott, vändas till segrande tsarsång ackompanjerad av kyrkklockor.
Tjajkovskij använde tsarhymnen Gud bevare Tsaren i sex av sina verk, vilket ställde till det för framföranden under sovjettiden där hymnen var musica non grata. Tjajkovkis verk framfördes i en tidskorrekt form, där hymnen utbytes mot annan lämplig musik, i 1812 använde man sig av Michail Glinkas kör från operan Ivan Susanin.